# Peter Maurer

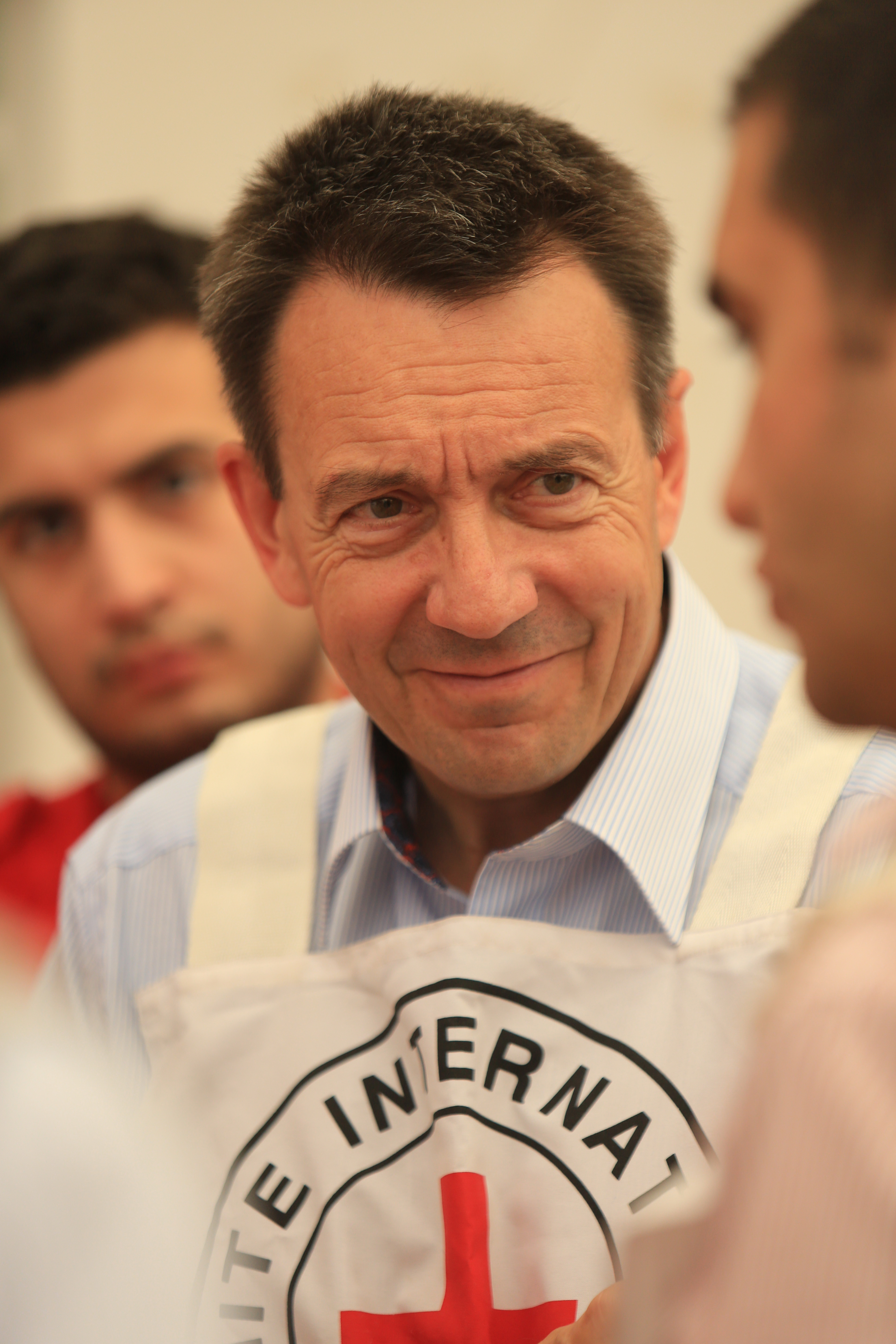
Peter Maurer, 2012

Peter Maurer (* 20. November 1956 in Thun) ist ein Schweizer Diplomat. Er fungierte von 2004 bis 2010 als Chef der Ständigen Mission der Schweiz bei den Vereinten Nationen und anschliessend als Staatssekretär im Eidgenössischen Departement für auswärtige Angelegenheiten. Er war ab dem 1. Juli 2012 bis zu seinem Rücktritt per September 2022 Präsident des Internationalen Komitees vom Roten Kreuz (IKRK).

## Leben
Peter Maurer wurde im Jahr 1956 in Thun im Kanton Bern geboren und absolvierte von 1976 bis 1981 an den Universitäten Bern und Perugia ein Studium in den Fächern Geschichte, Politikwissenschaften und Völkerrecht. Anschliessend wirkte er bis 1986 als wissenschaftlicher Assistent und Lehrbeauftragter am Institut für zeitgenössische Geschichte der Universität Bern, an der er während dieser Zeit 1984 mit einer Dissertationsschrift zur schweizerischen Nahrungsmittelversorgung während des Zweiten Weltkrieges die Promotion erlangte.
Ab 1987 war er in verschiedenen Funktionen im diplomatischen Dienst seines Heimatlandes tätig, so unter anderem ab 1996 als stellvertretender ständiger Beobachter der Schweiz bei den Vereinten Nationen (UN) in New York. Im Jahr 2000 erfolgte seine Ernennung zum Botschafter und zum Leiter der für die Bereiche Frieden, Menschenrechte, Humanitäre Politik und Migration zuständigen Politischen Abteilung IV für menschliche Sicherheit im Eidgenössischen Departement für auswärtige Angelegenheiten (EDA), dem Schweizer Aussenministerium. Von 2004 bis 2010 war er Chef der Schweizer Ständigen Mission bei den UN und während dieser Zeit ab Juni 2009 Vorsitzender des Verwaltungs- und Haushaltsausschusses der 64. Tagung der UN-Generalversammlung. Ab März 2010 fungierte er als Staatssekretär in der Politischen Direktion des EDA.
Am 17. Oktober 2011 wurde er von der Versammlung des Internationalen Komitees vom Roten Kreuz (IKRK) zum designierten Nachfolger des seit 2000 amtierenden IKRK-Präsidenten Jakob Kellenberger gewählt. Damit entschieden sich die IKRK-Mitglieder nach Jakob Kellenberger und dessen Vorgänger Cornelio Sommaruga zum dritten Mal in Folge für einen ranghohen Diplomaten und vorherigen Staatssekretär und damit für eine Persönlichkeit von ausserhalb des Komitees zur Besetzung des Präsidentenamtes. Seine turnusgemäss vierjährige Amtszeit begann am 1. Juli 2012. Im November 2015 und im November 2019 wurde er von der Versammlung des Komitees für jeweils weitere vier Jahre bis Juni 2024 im Amt bestätigt. Er trat per Ende September 2022 zurück, Nachfolgerin wurde die Schweizerin Mirjana Spoljaric Egger.
Nach seiner intensiven Tätigkeit beim IKRK reduzierte er sein Arbeitspensum und wurde Vorsitzender des Basel Institute on Governance und Senior Fellow am Geneva Graduate Institute sowie Verwaltungsrat der Zürich Versicherung.
Im November 2014 erhielt er von der Universität Basel den Ehrendoktortitel. Maurer habe massgeblich zur festen Verankerung der Menschenrechts- und Friedenspolitik in der Aussenpolitik der Schweiz beigetragen wesentlich zur Schaffung des UNO-Menschenrechtsrats beigetragen. 2023 erhielt er das Große Verdienstkreuz mit Stern des Verdienstordens der Bundesrepublik Deutschland.
Peter Maurer gehört der Sozialdemokratischen Partei der Schweiz (SP) an. Er ist verheiratet und Vater von zwei Töchtern.

## Publikationen
- Anbauschlacht: Landwirtschaftspolitik, Plan Wahlen, Anbauwerk 1937–1945. Chronos, Zürich 1985, ISBN 3-905278-03-0 (überarbeitete Fassung seiner Dissertationsschrift).
- Europa als Teil der UNO. Europainstitut der Universität Basel, Basel 2008, ISBN 978-3-905751-09-3. (Online, PDF; 295 kB).